# Tommaso Ciampa
Tommaso Whitney (n. 8 mai 1985, Boston, Massachusetts, SUA) este un wrestler profesionist american. În prezent, este integrat în WWE, unde evoluează pe brandul Raw sub numele de ring Tommaso Ciampa (/ˈtʃɑːmpʌ/). Whitney și-a început cariera în 2005, lucrând la mai multe promoții independente. În 2011, a început să lucreze cu Ring of Honor până în 2015. Mai târziu, a apărut pe WWE în 2015, ca parte a Dusty Rhodes Tag Team Classic, un turneu de echipe. A format o echipă, #DIY (Do It Yourself), alături de Johnny Gargano. În anul următor, a semnat un contract cu WWE și a participat la Cruiserweight Classic, un turneu pentru luptătorii cruiserweight, dar Gargano l-a învins în primul tur. Ciampa este de două ori campion NXT și o singură dată campioană NXT Tag Team. În afara WWE, el este cel mai bine cunoscut pentru munca sa în Ring of Honor (ROH), unde a fost o singură dată campion mondial al televiziunii ROH. De asemenea, a luptat pentru alte promoții independente, inclusiv Beyond Wrestling (BW), Chaotic Wrestling (CW), Top Rope Promotions (TRP) și Pro Wrestling Guerrilla (PWG).

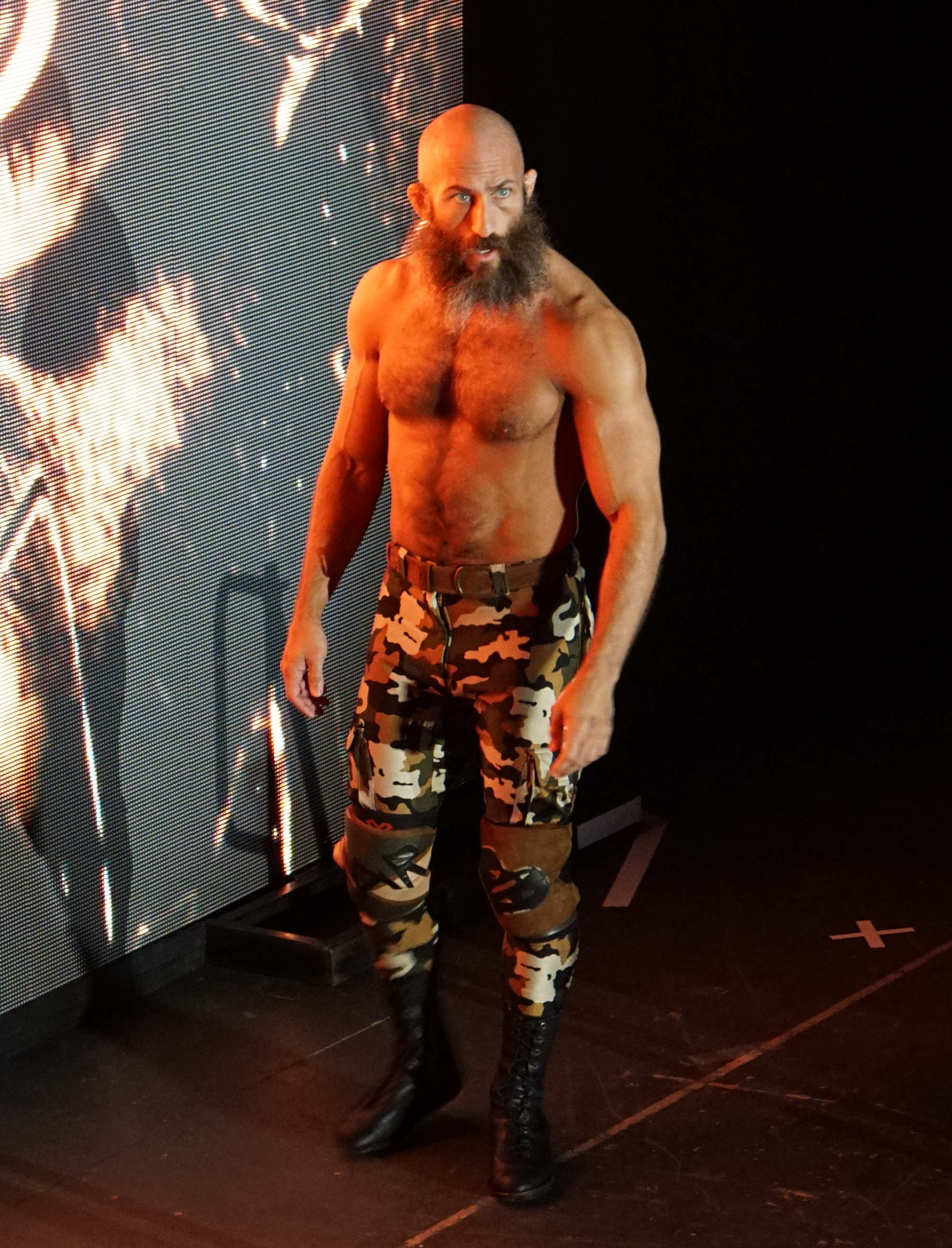
Tommaso Ciampa 2020

| Nume real                     | Tommaso Whitney                                                                                                 |
| Data nasterii                 | May 8, 1985 (age 38) Boston, Massachusetts, U.S.                                                                |
| Sotie                         | Jessie Ward (m. 2013)                                                                                           |
| Copii                         | 1 |
| Professional wrestling career | |
| Nume in ring                  | Ciampa Demarso Whitney Dr. Thomas Prodigy Thomas Penmanship Thomas Whitney, Esq Tommaso Ciampa Tommy Penmanship |
| Inaltime                      | 5 ft 11 in (180 cm)                                                                                             |
| Greutate                      | 201 lb (91 kg)                                                                                                  |
| Locul Nasterii                | Milwaukee, Wisconsin, U.S.                                                                                      |
| Antrenat de                   | Killer Kowalski Mike Hollow Harley Race Al Snow                                                                 |
| Debut                         | January 2005 |